# Franck Hertz
Franck Hertz est un homme d'affaires camerounais et fils de la première dame Chantal Biya.

## Biographie

### Enfance, éducation et débuts
Franck et Patrick sont des jumeaux, enfants du premier ménage de Chantal Biya,. Marcel, le grand-père, et Louis (mort en 2009), le père de Franck et Patrick, sont de la famille Hertz, présente dans l'immobilier, l'import-export et la logistique,,. MacPac, l'entreprise familiale avec des activités au Cameroun, connait une croissance rapide,. 
Franck est titulaire d'un MBA de gestion en logistique de l'Institut supérieur du commerce de Paris; obtenu en 2012 à Paris,,. 

### Carrière
Présent dans l'immobilier en France, il travaille au service des ventes pour la SNH à son arrivée au Cameroun,. Franck Hertz développe ses activités à travers sa propre société, Hlog, active dans la logistique et les transports, notamment dans les ports de Douala et Kribi,. Il décroche d'importants contrats de marchés publics dans les infrastructures (construction de stades de la CAN et le barrage de Nachtigal),,.
En septembre 2024, il est présent, en compagnie de son demi-frère Emmanuel Franck Biya, dans la délégation camerounaise présente en Chine, au sommet Chine Afrique à Beijing. Il participe aux audiences accordées aux opérateurs économiques chinois actif dans l'écosystème économique du Cameroun.
Franck Hertz est marié.